# Calera de León
Calera de León ist eine südwestspanische Kleinstadt und eine Gemeinde (municipio) mit 918 Einwohnern (Stand: 2024) im Süden der Provinz Badajoz in der Autonomen Gemeinschaft Extremadura.

## Lage und Klima
Der etwa 710 m hoch gelegene Ort Calera de León liegt an der Verbindungsstraße zwischen Sevilla (105 km südsüdöstlich) und Badajoz (ca. 125 km nordnordwestlich). Das Klima ist gemäßigt bis warm; Regen (ca. 556 mm/Jahr) fällt überwiegend im Winterhalbjahr.

## Bevölkerungsentwicklung
| Jahr      | 1970 | 1981 | 1991 | 2001 | 2011 | 2021 |
| Einwohner | 1727 | 1224 | 1209 | 1100 | 1053 | 946  |

Aufgrund der zunehmenden Mechanisierung der Landwirtschaft, der Aufgabe bäuerlicher Kleinbetriebe („Höfesterben“) und dem daraus entstandenen Mangel an Arbeitsplätzen wanderten viele Familien und Einzelpersonen seit der Mitte des 20. Jahrhunderts in die größeren Städte ab („Landflucht“).

## Sehenswürdigkeiten
- Kirche Santiago Apóstol
- Kloster von Tentudía aus dem 13./14. Jahrhundert, Einrichtung des Santiagoordens
- Jakobuskonvent aus dem 15./16. Jahrhundert
- Ermita de Ntra. Sra. de los Dolores

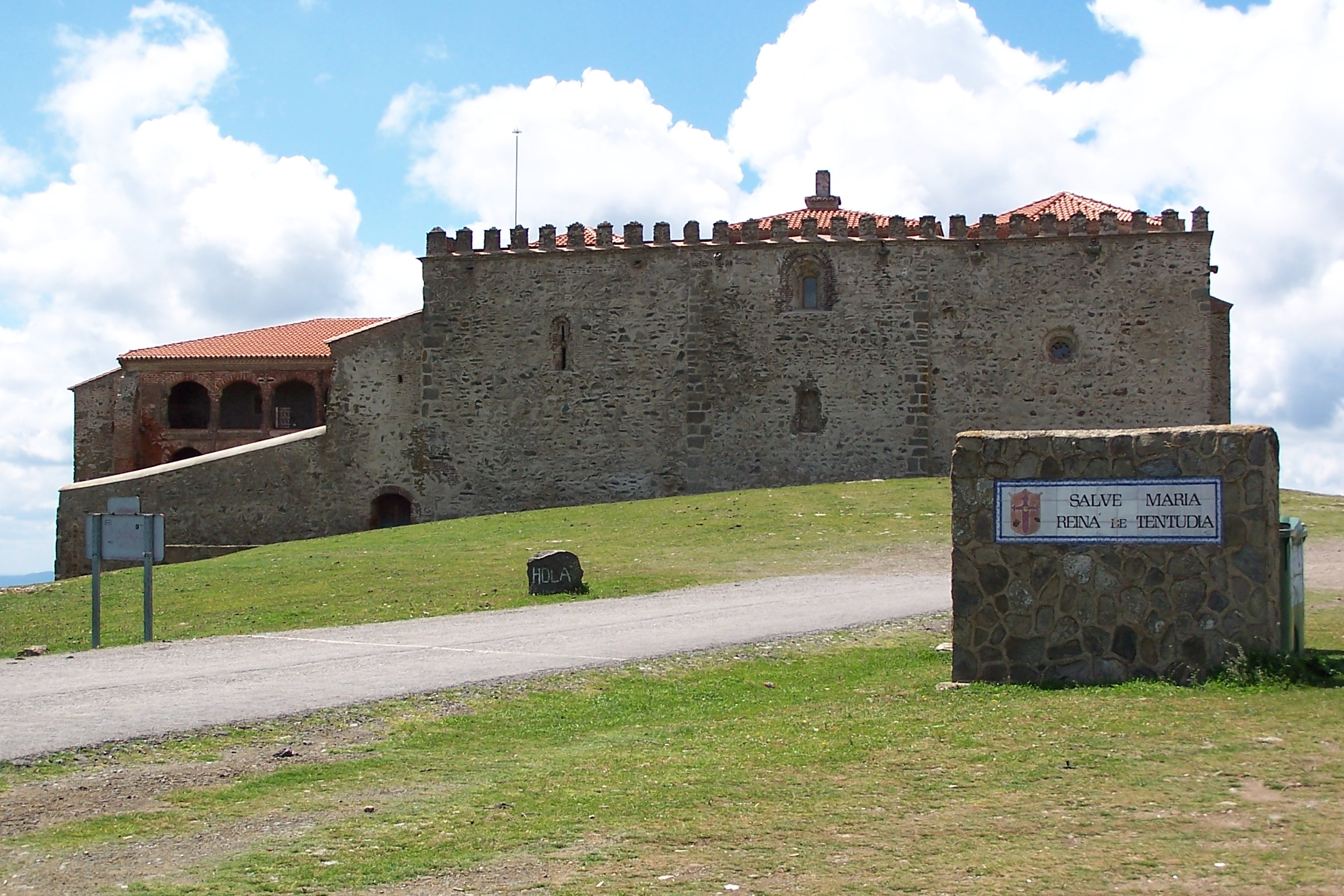
Kloster von Tentudía